# Jastrzębia Góra (Góry Kamienne)
Jastrzębia Góra, (niem. Hoheberg, 638 m n.p.m.) – szczyt w południowo-wschodniej części Czarnego Lasu, w Górach Kamiennych, w Sudetach Środkowych.
Szczyt położony jest w południowo-wschodniej części pasma Czarnego Lasu, pomiędzy Czubą na północnym zachodzie, a Czarną Skałą na południu.
Zbudowany z permskich melafirów (trachybazaltów), które są wydobywane w kamieniołomach założonych w masywie Czarnej Skały.
Wierzchołek, południowe i południowo-zachodnie zbocza porośnięte lasem świerkowym, na północno-wschodnich zboczach rozciągają się łąki.